# Décès en 1075
Décès
- 1071
- 1072
- 1073
- 1074
- 1075
- 1076
- 1077
- 1078
- 1079

Cette page dresse une liste de personnalités mortes au cours de l'année 1075 :
- 15 avril : Erlembald (en), chef politique et militaire de Pataria à Milan.
- 21 mai : Richezza de Pologne, reine consort de Hongrie.
- 9 juin : Gebhard de Supplinbourg, comte de l'Harzgau.
- 10 juin : Ernest de Babenberg, margrave d'Autriche.
- 23 juin : Théoduin de Bavière, prince-évêque de Liège.
- 2 août : Jean VIII Xiphilin, patriarche de Constantinople.
- 28 octobre : Ibn Hayyan, historien andalou.
- 6 novembre : Fujiwara no Norimichi, noble japonais, membre du clan Fujiwara.
- 4 décembre : Annon II de Cologne, archevêque de Cologne.
- 19 décembre : Édith de Wessex, épouse du roi Édouard le Confesseur d'Angleterre.

- Alfant, archevêque d'Arles.
- Al-Mamun, taïfa de Tolède.
- Al-Qa'im, Abu-Jàfar Abd-Al·lah Al-Qâ'im bi-'amr Allah ben al-Qâdir, calife abbasside de Bagdad.
- Amhalgaidh mac Cathal (en), roi de Maigh Seóla (en) et d'Iar Connacht (en) (Irlande).
- Bleddyn ap Cynfyn, roi de Gwynedd et de Powys.
- Budivoj, fils de Saint Gottschalk.
- Dedo II, margrave de la marche de l'Est saxonne.
- Dezső Dersfi (en), prélat hongrois, politicien puis archevêque d'Esztergom[à vérifier].
- Domnall mac Murchada, roi de Leinster et de Dublin.
- Ernest de Babenberg, dit Ernest le Brave, margrave d'Autriche.
- Frédérick II de Dießen (en), comte de Dießen.
- Godfraid mac Amlaib, roi de Dublin.
- Guillaume le Normand, évêque de Londres.
- Gundekar II, évêque d'Eichstätt.
- Hugues de Gercé, chevalier normand.
- Jean Xiphilin, historien et auteur religieux byzantin.
- Mahipala II (en), roi des Pala.
- Minamoto no Yoriyoshi, un des chefs du clan Minamoto ayant conduit les forces impériales contre les forces rebelles dans le nord, durant la campagne appelée guerre de Zenkunen.
- Pierre II Krešimir IVer de Croatie, roi de Croatie.
- Rashid al-Dawla Mahmud (en), ou Mahmud bin Shibl al-Dawla Nasr bin Salih bin Mirdas, également connu en tant qu'Abu Salama Mahmud bin Nasr bin Salih, émir d'Alep.
- Alī ibn Ahmad al-Nasawī (en), mathématicien perse.
- Rutger II de Clèves, comte de Clèves.

## Crédit d'auteurs
- Cet article est partiellement ou en totalité issu de l'article intitulé « 1075 » (voir la liste des auteurs).